# Kotowice (województwo lubuskie)
Kotowice (do 1945 niem. Kottwitz) – wieś w Polsce położona w województwie lubuskim, w powiecie zielonogórskim, w gminie Nowogród Bobrzański.
W latach 1975–1998 miejscowość administracyjnie należała do województwa zielonogórskiego.

## Zabytki
Do wojewódzkiego rejestru zabytków wpisane są:
- kościół ewangelicki, obecnie rzym.-kat. filialny pod wezwaniem MB Szkaplerznej, z 1840 roku
- spichlerz dworski, z połowy XVIII wieku.

## Demografia
Liczba mieszkańców miejscowości w poszczególnych latach:
| Rok  | Ilość mieszkańców |
| ---- | ----------------- |
| 1998 | 373               |
| 2002 | 406               |
| 2009 | 410               |
| 2011 | 411               |
| 2021 | 377               |
| 2022 | 377               |